# NGC 1110
NGC 1110 je galaksija u zviježđu Eridan.

## Vanjske poveznice
- SEDS: NGC 1110